# Соловьёва, Анна Александровна
Анна Александровна Соловьёва (30 января [11 февраля] 1889, Саратовская губерния — 3 декабря 1964, Москва) — советская оперная певица (лирико-драматическое сопрано). Заслуженная артистка РСФСР (1937). Солистка Большого театра (1926—1941). Педагог Московской государственной консерватории им. П. И. Чайковского.

## Биография
Родилась 30 января (11 февраля) 1889 года в селе Рудня Камышинского уезда Саратовской губернии (ныне Руднянский район Волгоградской области) в семье народного учителя.
Завершив обучение в Саратовской гимназии, в 1907 году поступила учиться в местное музыкальное училище. С 1910 по 1915 годы проходила обучение вокальному искусству в Московском музыкальном драматическом училище, в классе О. В. Соколовой-Фрелих.
С 1916 по 1919 годы выступала в Московской опере С. Зимина (с 1917 — театр Московского Совета рабочих депутатов). В 1919 году работала на площадках Казани, а с 1919 по 1923 годы исполняла партии в Московском театре музыкальной драмы. С 1923 по 1925 годы работала в московской «Свободной опере С. Зимина». С сентября 1925 по май 1926 года проходила обучение и совершенствовала мастерство в Италии под руководством дирижера Паницы, одновременно выступала в операх «Аида», «Тоска», «Трубадур».
С 1926 по 1944 годы работала солисткой московского Большого театра. Артистка была носителем сильного голоса с теплым тембром, обладала музыкальностью и драматическим дарованием. В начале своего творческого пути пела лирические произведения, затем — лирико-драматические партии. Репертуар солистки насчитывал 32 партии.
В дальнейшем работала преподавателем в Московской консерватории, с года 1962 — доцент. С 1948 по 1950 годы трудилась педагогом по вокалу и режиссером Московской городской оперной студии, с 1950 по 1952 годы вела класс сольного пения в Московском музыкальном училище им. М. М. Ипполитова-Иванова. Среди её учеников — А. Бородаева, А. Федосеев, Ю. Саков, который посвятил своему педагогу романс «Колыбельная». Посмертно была напечатана статья: Мой опыт работы с начинающими певцами (Вопросы вокальной педагогики: Сб. статей. Вып. 4. — М., 1969.).
Умерла в Москве 3 декабря 1964 года.

## Роли и исполнение
- Морозова — «Князь Серебряный» П. Триедина,
- Рахили — «Плач Рахили».
- Антонида, Маша — «Дубровский»,
- Лиза — «Пиковая дама»,
- Мария — «Мазепа» П. Чайковского,
- Маргарита — «Фауст»,
- Аида, Тоска, Турандот, Эльза — «Лоэнгрин»,
- Наташа — «Русалка» А. Даргомыжского,
- Тамара — «Демон» A. Рубинштейна,
- Горислава, Купава, Татьяна, Любовь, Оксана — «Черевички»,
- Электра — «Орестея»,
- Алена — «Иван солдат».